# أوتو نيكولاي
أوتو نيكولاي (بالألمانية: Otto Nicolai)‏ هو مدير موسيقي وعازف بيانو وملحن ومغني ألماني، ولد في 9 يونيو 1810 في كونيغسبرغ في الإمبراطورية الروسية، وتوفي في 11 مايو 1849 في برلين في ألمانيا بسبب سكتة.

## وصلات خارجية
- أوتو نيكولاي على موقع IMDb (الإنجليزية)
- أوتو نيكولاي على موقع الموسوعة البريطانية (الإنجليزية)
- أوتو نيكولاي على موقع ميوزك برينز (الإنجليزية)
- أوتو نيكولاي على موقع أول موفي (الإنجليزية)
- أوتو نيكولاي على موقع أول ميوزيك (الإنجليزية)
- أوتو نيكولاي على موقع ديسكوغز (الإنجليزية)
- أوتو نيكولاي على موقع قاعدة بيانات الفيلم (الإنجليزية)
- أوتو نيكولاي على موقع كينوبويسك (الروسية)